# Арвідас Яноніс
Арвідас Яноніс (лит. Arvydas Janonis, нар. 6 листопада 1961, Кедайняй) — радянський та литовський футболіст, який грав на позиції захисника. Відомий за виступами у вільнюському «Жальгірісі» та московському «Локомотиві» у вищій лізі СРСР та команді «Санкт-Пельтен» Австрійської Бундесліги. Олімпійський чемпіон 1988 року. Заслужений майстер спорту СРСР. У 1990—1993 роках грав за національну збірну Литви.

## Кар'єра футболіста
Народився Арвідас Яноніс у місті Кедайняй у сім'ї колишнього футболіста вільнюського «Жальгіріса» Олександра Яноніса, який працював у місті тренером. Ще з дитинства Арвідас Яноніс розпочав займатися футболом у місцевій ДЮСШ у тренера Зенонаса Юшки. У 1978 році після закінчення школи Яноніс вступив до Вільнюського педагогічного інституту, під час навчання в якому грав за збірну профспілок Литовської РСР. Під час гри за цю збірну його помітив тренер дублюючого складу вільнюського «Жальгіріса» Стасіс Рамяліс, і запросив до складу своєї команди, а в кінці року Арвідас Яноніс вже дебютував у складі «Жальгіріса» в основному складі в першій лізі СРСР. З наступного року він вже став гравцем основного складу команди, а за підсумками сезону 1982 року разом із командою став переможцем першої ліги, й з наступного сезону грав у складі вільнюської команди у вищій лізі СРСР. У 1987 році Яноніс у складі «Жальгіріса» став бронзовим призером чемпіонату СРСР.
У 1990 році, після відмови литовських команд виступати в чемпіонаті СРСР, Арвідас Яноніс спочатку грав у складі «Жальгіріса» в Балтійській лізі, а в другій половині року перейшов до московського «Локомотива», що виступав у першій лізі СРСР. За підсумками сезону «Локомотив» посів четверте місце, проте переміг у перехідних матчах волгоградський «Ротор», завдяки чому вийшов до вищої ліги. В 1991 році Яноніс саме у вищій лізі грав у складі «залізничників».
У середині 1991 року Арвідас Яноніс перейшов до команди австрійської Бундесліги «Санкт-Пельтен». Тут він грав протягом трьох років, провівши у вищому австрійському дивізіоні 77 матчів. У 1994—1998 роках литовський захисник виступав у нижчоліговому австрійському клубі «Герасдорф». З 1998 року Яноніс грав за низку нижчолігових та напівпрофесійних австрійських клубів, у 2003 році остаточно завершив виступи на футбольних полях.

## Виступи за збірні
У 1987 році Арвідас Яноніс разом із іншими футболістами «Жальгіріса» грав у складі студентської збірної СРСР на Літній Універсіаді 1987 року в Загребі, де став переможцем турніру. З 1986 року Яноніс почав залучатися до олімпійської збірної СРСР, у відбірковому турнірі зіграв один матч. У 1988 році його включили до складу збірної на Олімпійських ігор 1988 року у Сеулі. На олімпійському турнірі Яноніс зіграв лише один матч групового турніру проти збірної США, проте незважаючи на це він разом зі всією радянською командою отримав золоті олімпійські нагороди, а наступного року отримав звання заслуженого майстра спорту.
Після виходу литовської футбольної федерації зі складу союзної на початку 1990 року Арвідас Яноніс розпочав виступи у складі відновленої національної збірної Литви. У складі литовської збірної він дебютував у першому її матчі 27 травня 1990 року проти збірної Грузії. У складі збірної грав до 1993 року, провівши 5 матчів.

## Після завершення футбольної кар'єри
Ще під час виступів у нижчолігових австрійських командах Арвідас Яноніс розпочав працювати в компанії з виробництва вагонів для метрополітену. пізніше він зайнявся власним бізнесом в Австрії.

## Титули і досягнення
- Олімпійський чемпіон (1):

1988
- Чемпіон Універсіади (1):

Збірна СРСР: 1987
- Переможець першої ліги СРСР — 1982
- Бронзовий призер чемпіонату СРСР (1):

«Жальгіріс»: 1987